# La Maison aux esprits (roman)
 La Maison aux esprits  (La casa de los espíritus) est le premier roman de l'écrivaine chilienne Isabel Allende publié en 1982 en Argentine. 
Le roman s'inscrit dans le réalisme magique en intégrant des éléments invraisemblables et magiques. L'histoire raconte la vie de la famille Trueba à travers quatre générations et les mouvements sociaux et politiques de la période post coloniale au Chili jusqu'au coup d'état de 1973. Fresque sentimentale, politique et sociale sur  l'amour, la famille, la mort, les fantômes, les promenades, la révolution, la politique, l'idéal et merveilleux, il a été traduit dans de nombreuses langues et a connu un succès international immédiat.
Il est considéré comme un roman majeur de la littérature sud-américaine du XXe siècle.
De par la parenté de son auteur avec le président Salvador Allende et aussi à cause du portrait de l'évolution des classes sociales au Chili qu'on y trouve, le roman connut la censure sous le gouvernement d'Augusto Pinochet.

## Adaptation
- 1993 : La Maison aux esprits (The House of the Spirits), film américain de Bille August avec Jeremy Irons, Meryl Streep, Glenn Close, Winona Ryder et Antonio Banderas